# Iris mariae
Iris mariae – gatunek niewielkiej rośliny zielnej należący do rodziny kosaćcowatych, występujący na Bliskim Wschodzie, szczególnie na Pustyni Negew, gdzie kwitnie od lutego do marca. Rośnie na piaskach.

## Morfologia
Roślina ta jest geofitem ryzomowym. Osiąga wysokość od 15 do 25 centymetrów. Płatki korony w kolorach: fioletowym, różowym, lawendowym.

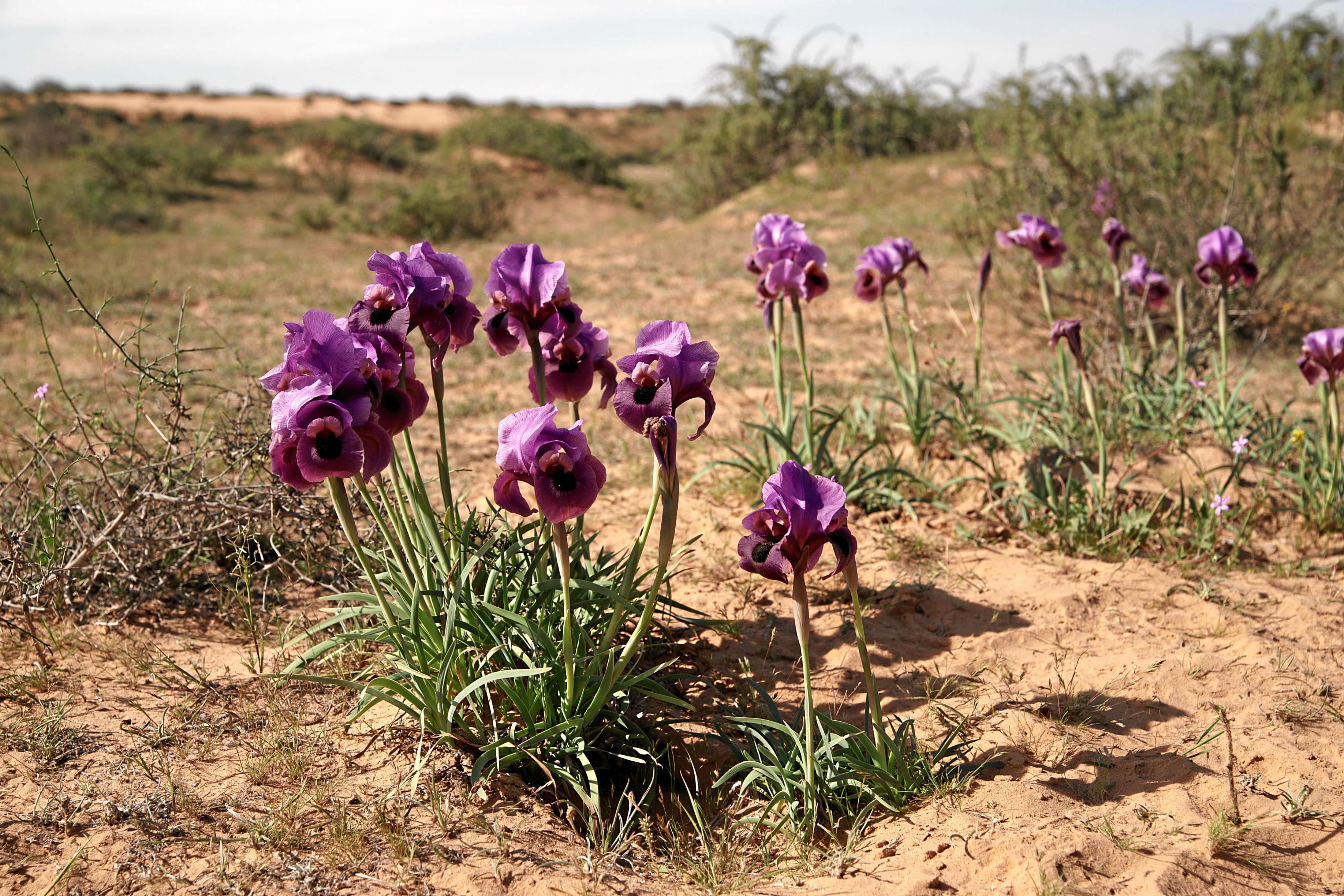
Negew, 2016
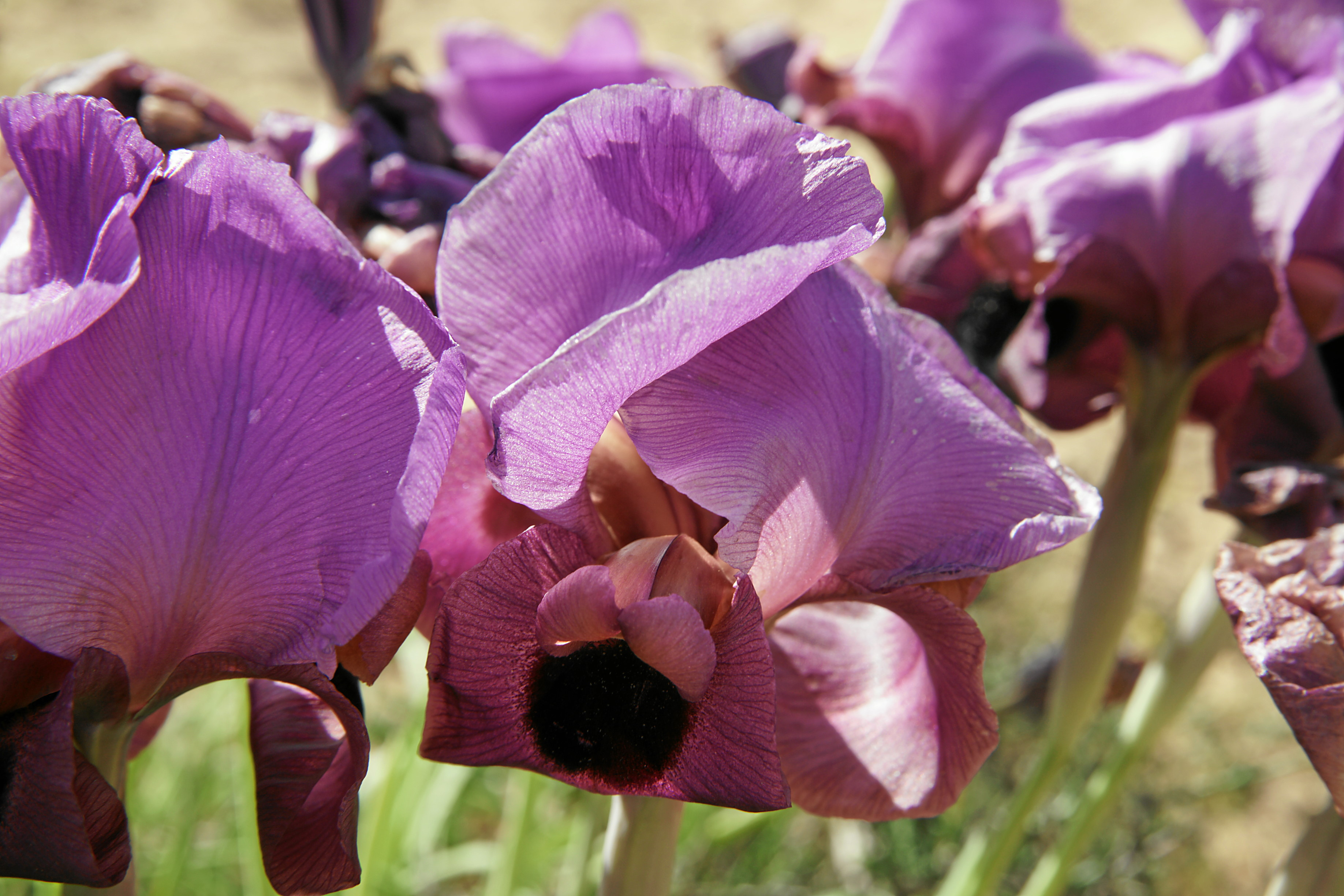
Negew, 2016
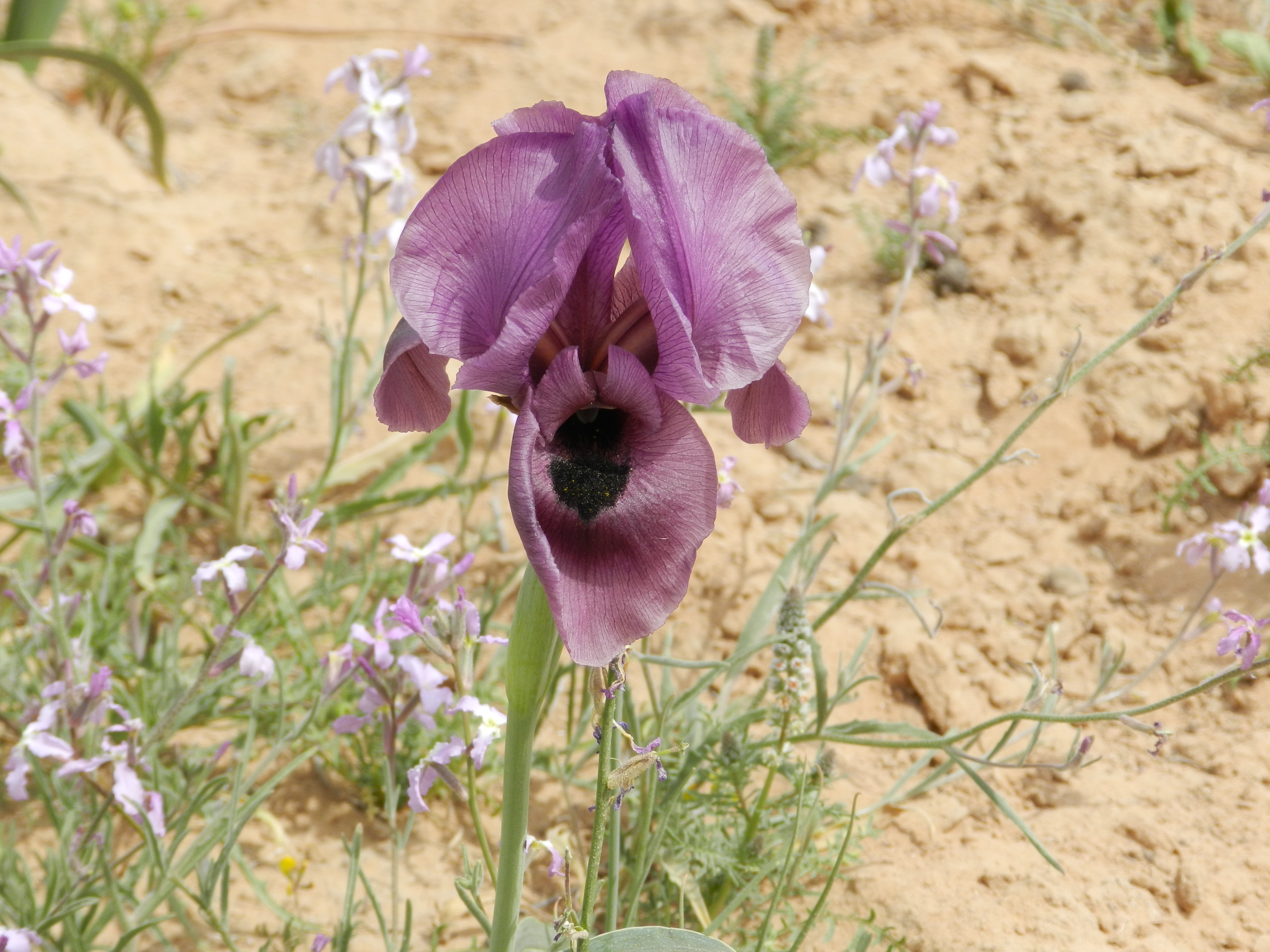
Zeelim, Negew, 2016